# Illativ
Illativ er en kasus, der viser en bevægelse til et sted. Kasusen er navngivet af den danske sprogforsker Rasmus Rask.
Eksempler på illativ:
- miškan (fra litausk) = ind i skoven

- házba (fra ungarsk)= ind i huset

På mange andre sprog (f.eks. tysk og latin) er illativ smeltet sammen med akkusativ. 
På tysk f.eks.:
- In den Wald = ind i skoven
- Ins (=in das) Haus = ind i huset

Den modsatte kasus er på nogle sprog (separativ) ablativ. Stort set samme funktion som illativ har allativ.